# 下野紘の無責任防衛隊!そして宇宙へ!!
下野紘の無責任防衛隊!そして宇宙へ!!（しものひろのむせきにんぼうえいたい そしてそらへ）はBBstationで配信されるあっとボイスTV枠で放送されていたインターネット動画番組。パーソナリティは声優の下野紘。
隔月（奇数月）第1・第3金曜日の24：00〜24：20（この時間帯にページを合わせると自動で番組が流れる為この表記をする。後日いつでも見られるようになる）に更新。

## 概要
- 下野紘の無責任防衛隊!の名前で2006年（平成18年）9月に本格的始動。2007年（平成19年）より今の番組名に変更し、2008年（平成20年）4月（厳密には5月）から配信場所をBBstationに移動して配信中。
- あっとボイスTVの企画立ち上げ時から活動。番組が本格的に配信される前に、同職の寺島拓篤・楠田敏之らと共にプレ番組を放送した。
- 番組名の由来は下野が声優になったきっかけである「無責任艦長タイラー」から。
- あっとボイスTVの方向性に加え、パーソナリティの下野紘がいじられキャラで知られているためか、視聴者からのメールで小芝居（設定あり）や即興の歌を要求されることが度々あり、下野は毎回戸惑いながらもそのリクエストに応えている。
- 外でのロケが多く、一ヶ月に配信する分（2回）は同日録りである。
- スタッフの、下野の天然な言動・おっちょこちょいな所へのツッコミが度々テロップとして現れる。

## エピソード
- 2008年（平成20年）4月のあっとボイスTV2時間生放送では、「アルコールを交えてもいい」というスタッフの言葉より、下野が（一応低濃度アルコールの）酒を買ってきて、飲みながらの番組進行となった。
- 第7回の冒頭シーンを撮影する前に、下野が酔っ払いと思われる（手に桜を持ち、マジックで髭を書いた）見知らぬ男性に話しかけられて動揺してしまい、放送されたものは実は3テイク目である。（第8回より）

## 配信経歴
2008年（平成20年）
- 第12回 （9月19日/以下〃）他出演：高橋広樹、春日家にしん
- 第11回 （9月5日/浅草演芸ホールで行われたイベントの模様） 他出演：高橋広樹、春日家にしん
- 第10回 （7月18日/以下〃）
- 第9回 （7月4日/多摩モノレールで公開録音）
- 第8回 （5月16日/秋葉原周辺散策）
- 第7回 （5月2日/武器屋）
- 第6回 （2月29日/花やしき）
- 第5回 （2月8日/浅草寺）

2007年（平成19年）
- 第4回 （7月6日/以下〃）[1]
- 第3回 （6月1日/戸山公園箱根山付近）[2]
- 第2回 （5月4日/以下〃） 特別出演：寺島拓篤
- 第1回 （4月6日/ザムザ阿佐ヶ谷で公開録音） 特別出演：寺島拓篤

特別配信
- 2009年（平成21年）1月16日（イベントの模様/八景島シーパラダイス） 他出演者：寺島拓篤
- 2008年（平成20年）12月19日（年末合同スペシャル/八景島シーパラダイス） 他出演者：寺島拓篤
- 2008年（平成20年）4月4日（BBstaitonへの配信場所移動記念、あっとボイスTV2時間生放送） 他出演者：寺島拓篤、楠田敏之、千葉優輝

## 下野紘の無責任防衛隊!
- 第8回 （12月15日/以下〃）
- 第7回 （12月1日/サイボックス） ゲスト：寺島拓篤
- 第6回 （11月17日/以下〃）
- 第5回 （11月3日/江戸手打ちそば教室）
- 第4回 （10月20日/以下〃）
- 第3回 （10月6日/陸上自衛隊広報センター）
- 第2回 （9月15日/桃井原っぱ広場）
- 第1回 （9月1日/都内散策）

プレ放送
- 第4回 （8月25日）
- 第1回 （2006年（平成18年）8月4日）

## DVD
- あっとボイスTVまるごとDVDぷれ号 （2006年（平成18年）10月31日）
- 下野紘の無責任防衛隊ON DVD Ⅰ （2006年（平成18年）10月31日）
- あっとボイスTVまるごとDVD 
  - 1号 （2006年（平成18年）11月30日）
  - 2号 （2007年（平成19年）1月31日）
  - 3号 （2007年（平成19年）1月31日）
  - 4号 （2007年（平成19年）3月31日）
  - 5号 （2008年（平成20年）10月31日）
  - 6号 （2008年（平成20年）12月15日）
  - 7号 （2009年（平成21年）2月10日）
  - 8号 （2009年（平成21年）3月10日）
  - 9号 （2009年（平成21年）7月15日）